# Lista de personagens de Lost
Este anexo contém a lista dos personagens da série estadunidense Lost.

## Personagens principais
Estes são os protagonistas de Lost, eles estão ordenados por temporada.
| Nome                                                                       | Intérprete                                                                                   | Origem                              | Profissão | Situação                                                                                          | Personalidade                                                                                         |
| -------------------------------------------------------------------------- | -------------------------------------------------------------------------------------------- | ----------------------------------- | --- | ------------------------------------------------------------------------------------------------- | --- |
| Dr. Jack Shephard (1ª temporada - 6ª temporada)                            | Matthew Fox                                                                                  | Los Angeles, Califórnia, EUA        | Cirurgião espinhal e Zelador Dharma                                                                                  | Morto depois de ser ferido pelo Homem de Preto e de salvar a Ilha (6a temporada - último epsódio) | ESTJ: Administradores excelentes, inigualáveis em gerenciar coisas ou pessoas.                        |
| Kate Austen (1ª temporada - 6ª temporada)                                  | Evangeline Lilly                                                                             | Iowa, EUA                           | Golpista, funcionária de fazenda, Mecânica Dharma                                                                    | Viva. Fora da Ilha                                                                                | ISFP: Artistas flexíveis e charmosos, sempre prontos para explorar ou experimentar algo novo.         |
| John Locke (1ª temporada - 6ª temporada)                                   | Terry O'Quinn                                                                                | San Francisco, Califórnia, EUA      | Supervisor regional de uma fábrica de caixas, antes inspetor de casas, vendedor de lojas, caçador e Líder dos Outros | Morto por estrangulamento por Ben                                                                 | INFJ: Idealistas quietos e místicos, porem muito inspiradores e incansáveis.                          |
| James "Sawyer" Ford (1ª temporada - 6ª temporada)                          | Josh Holloway                                                                                | Tennessee, EUA                      | Golpista e Chefe da Segurança Dharma                                                                                 | Vivo. Fora da Ilha                                                                                | ESTP: Pessoas inteligentes, energéticas e perceptiva, que realmente gostam de arriscar.               |
| Claire Littleton (1ª temporada - 4ª temporada/6ª temporada)                | Emilie de Ravin                                                                              | Sydney, Austrália                   | Aplicadora de piercing e garçonete                                                                                   | Viva. Fora da Ilha                                                                                | ISFP: Artistas flexíveis e charmosos, sempre prontos para explorar ou experimentar algo novo.         |
| Sayid Jarrah (1ª temporada - 6ª temporada)                                 | Naveen Andrews                                                                               | Ticrite, Iraque                     | Ex-Oficial de Comunicações da Guarda Republicana do Iraque, Chef, Assassino                                          | Morto em uma explosão tentando salvar seus amigos (6a temporada)                                  | ISTP: Experimentadores práticos e ousados, mestre em todos os tipos de ferramentas.                   |
| Hugo "Hurley" Reyes (1ª temporada - 6ª temporada)                          | Jorge Garcia                                                                                 | Los Angeles, Califórnia, EUA        | Cozinheiro da Dharma, Empresário milionário após vencer na loteria; antes, funcionário de lanchonete                 | Vivo. Na Ilha                                                                                     | ISFP: Artistas flexíveis e charmosos, sempre prontos para explorar ou experimentar algo novo.         |
| Jin-Soo Kwon (1ª temporada - 6ª temporada)                                 | Daniel Dae Kim                                                                               | Seul, Coreia do Sul                 | Porteiro/Empregado da Máfia/Representante da Paik Automóveis e Segurança Dharma.                                     | Morto por afogamento no submarino de Charles Widmore (6a temporada)                               | ISTJ: Indivíduos práticos e extremamente confiáveis.                                                  |
| Sun-Hwa Kwon (1ª temporada - 6ª temporada)                                 | Yunjin Kim                                                                                   | Seul, Coreia do Sul                 | Diretora Gerente das Indústrias Paik, Dona de Casa                                                                   | Morta por afogamento no submarino de Charles Widmore (6a temporada)                               | ISFJ: Protetores dedicados e acolhedores, estão sempre prontos para defender seus amados.             |
| Boone Carlyle (1ª temporada) aparições na 2ª, 3ª e 6ª                      | Ian Somerhalder                                                                              | Los Angeles, Califórnia, EUA        | COO de subsidiária da empresa de casamentos da mãe                                                                   | Caiu num avião Beechcraft de uma árvore, morreu dos ferimentos                                    | ISFP: Artistas flexíveis e charmosos, sempre prontos para explorar ou experimentar algo novo.         |
| Walt Lloyd (1ª temporada) aparições na 2ª, 3ª, 4ª e 5ª                     | Malcolm David Kelley                                                                         | Sydney, Austrália                   | Estudante, filho de Michael                                                                                          | Fugiu da Ilha num barco dos Outros. Vivo fora da Ilha                                             | INFJ: Idealistas quietos e místicos, porem muito inspiradores e incansáveis.                          |
| Charlie Pace (1ª temporada - 3ª temporada) aparições na 4ª e 6ª            | Dominic Monaghan                                                                             | Manchester, Inglaterra, Reino Unido | Músico de rock | Morto por afogamento na estação Espelho                                                           | ESFP: Animadores entusiasmados, energéticos e espontâneos - a vida nunca fica entediante perto deles. |
| Shannon Rutherford (1ª temporada - 2ª temporada) aparições na 3ª e 6ª      | Maggie Grace                                                                                 | Los Angeles, California, EUA        | Professora de balé                                                                                                   | Baleada por acidente por Ana-Lucia, morta                                                         | ESFP: Animadores entusiasmados, energéticos e espontâneos - a vida nunca fica entediante perto deles. |
| Michael Dawson (1ª temporada - 2ª e 4ª temporada) aparição na 6ª           | Harold Perrineau Jr.                                                                         | Nova York, EUA                      | Trabalhador em construção/Artista Freelancer                                                                         | Explosão do Cargueiro, morto                                                                      | ESFJ: Pessoas extraordinariamente atenciosas, sociáveis, sempre prontas para ajudar.                  |
| Ana-Lucia Cortez (2ª temporada) aparições na 1ª, 5ª e 6ª                   | Michelle Rodriguez                                                                           | Los Angeles, California, EUA        | Policial da LAPD, Segurança de Aeroporto                                                                             | Baleada por Michael, morta                                                                        | ESTJ: Administradores excelentes, inigualáveis em gerenciar coisas ou pessoas.                        |
| Mr. Eko (2ª temporada - 3ª temporada)                                      | Adewale Akinnuoye-Agbaje                                                                     | Nigéria                             | Ex-traficante, auto-proclamado padre católico                                                                        | Pego e espancado pelo "Monstro de fumaça", morto                                                  | INFJ: Idealistas quietos e místicos, porem muito inspiradores e incansáveis.                          |
| Libby (2ª temporada) aparições na 4ª e 6ª                                  | Cynthia Watros                                                                               | Los Angeles, California, EUA        | Psicóloga | Baleada por Michael, morta                                                                        | ESFP: Animadores entusiasmados, energéticos e espontâneos - a vida nunca fica entediante perto deles. |
| Desmond David Hume (3ª temporada - 6ª temporada) aparição na 2ª            | Henry Ian Cusick                                                                             | Escócia, Reino Unido                | Residente em "The Swan"; antigamente, velejador, prisioneiro e soldado do exército britânico                         | Vivo. Até o último episódio ele continuava na ilha                                                | INFP: Pessoas poéticas, bondosas e altruísta, sempre prontos para ajudar uma boa causa.               |
| Benjamin Linus ("Henry Gale") (3ª temporada - 6ª temporada) aparição na 2ª | Michael Emerson                                                                              | Portland, Oregon, EUA               | Zelador Dharma e Ex-Líder dos Outros                                                                                 | Vivo. Na Ilha                                                                                     | INTJ: Pensadores criativos e estratégicos, com um plano para tudo.                                    |
| Juliet Burke (3ª temporada – 5ª temporada) aparição na 6ª)                 | Elizabeth Mitchell                                                                           | Miami, EUA                          | Médica em Fertilidade e Mecânica Dharma                                                                              | Morta devido ferimentos após cair em um poço.                                                     | INFJ: Idealistas quietos e místicos, porem muito inspiradores e incansáveis.                          |
| Nikki Fernandez (3ª temporada)                                             | Kiele Sanchez                                                                                | Los Angeles, Califórnia, EUA        | Golpista; atriz | Enterrada viva                                                                                    | Desconhecida                                                                                          |
| Paulo (3ª temporada)                                                       | Rodrigo Santoro                                                                              | Rio de Janeiro, Brasil              | Golpista; cozinheiro                                                                                                 | Enterrado vivo                                                                                    | Desconhecida.                                                                                         |
| Daniel Faraday (4ª temporada – 5ª temporada) aparição na 6ª                | Jeremy Davies                                                                                | Essex, Inglaterra, Reino Unido      | Físico | Baleado e morto por sua mãe, Eloise Hawking.                                                      | INTP: Criadores inovadores com uma sede insaciável por conhecimento.                                  |
| Charlotte Lewis (4ª temporada – 5ª temporada) aparição na 6ª               | Rebecca Mader                                                                                | Essex, Inglaterra, Reino Unido      | Antropóloga | Devido a viagens no tempo, a mente de Charlotte ficou perdida, levando-a à morte.                 | INFP: Pessoas poéticas, bondosas e altruísta, sempre prontos para ajudar uma boa causa.               |
| Miles Straume (4ª temporada - 6ª temporada)                                | Ken Leung                                                                                    | Inglewood, Califórnia, EUA          | Médium e Segurança Dharma                                                                                            | Vivo. Fora da Ilha.                                                                               | ENTP: Pensadores espertos e curiosos que não resistem ao um desafio intelectual.                      |
| O Homem de Preto (5ª temporada - 6ª temporada) aparição na 1ª, 2ª, 3ª e 4ª | Titus Welliver; John Terry(na forma de Christian); Terry O'Quinn (na forma de Locke); Vários | Desconhecido                        | Morador da Ilha e Inimigo de Jacob                                                                                   | Morto por Jack                                                                                    | INTJ: Pensadores criativos e estratégicos, com um plano para tudo.                                    |
| Ilana Verdansky (6ª temporada) aparição na 5ª                              | Zuleikha Robinson                                                                            | Desconhecido                        | Caçadora de recompensas (provável), ajudante do Jacob                                                                | Morta em uma explosão causada por ela mesma                                                       | Desconhecida                                                                                          |
| Richard Alpert (6ª temporada) aparição na 3ª, 4ª e 5ª                      | Nestor Carbonell                                                                             | Ilhas Canárias                      | Conselheiro de Jacob e dos outros; ex-escravo e fazendeiro                                                           | Vivo e fora da Ilha                                                                               | ISFJ: Protetores dedicados e acolhedores, estão sempre prontos para defender seus amados.             |
| Frank Lapidus (6ª temporada) aparição na 4ª e 5ª                           | Jeff Fahey                                                                                   | Nova York, EUA                      | Piloto da Oceanic Airlines e da Ajira Airlines                                                                       | Vivo. Fora da Ilha                                                                                | Desconhecida                                                                                          |

Seis personagens normalmente listados como convidados são creditados com o elenco principal em "The End", Penelope "Penny" Widmore/Hume (Sonya Walger), Christian Shephard (John Terry), Bernard Nadler (Sam Anderson), Rose Henderson (L. Scott Caldwell), Pierre Chang (François Chau) e Eloise Hawking (Fionnula Flanagan).

## Sobreviventes

### Bernard Nadler
Bernard Nadler foi interpretado por Sam Anderson. É um dos sobreviventes do acidente aéreo do voo 815 da companhia aérea Oceanic Airlines (estava na parte traseira do avião) e é casado com Rose.

### Shannon Rutherford
Shannon Rutherford foi interpretada por Maggie Grace. Era uma jovem meiga e sensível cujo único desejo era entrar para uma famosa escola de balé. Só que com a morte do seu pai, Shannon é expulsa de casa pela madrasta e se torna uma menina mimada e egoísta. Ela é uma dos sobreviventes do voo 815 da Oceanic Airlines. Ela tem um meio irmão, Boone, que morre na 1ª temporada da série enquanto ela estava em um "encontro" com o ex-militar iraquiano Sayid. Ela insiste que John Locke é o culpado pela morte do irmão. No início da segunda temporada Shannon é baleada acidentalmente por Ana Lucia e morre nos braços de Sayid.

### James Ford
James Ford, alcunhado de Sawyer, foi interpretado pelo ator Josh Holloway. James Ford, tem 35 anos e nasceu em Knoxville, Tennessee. Em 1976, um trambiqueiro chamado Sawyer enganou sua mãe e tirou todo o dinheiro da família. O pai de James, furioso, matou a esposa e se suicidou. Sawyer parece gostar muito de ler, costumava roubar tudo que fosse útil para usar para trocas. Nunca sentiu a necessidade de ser gentil com absolutamente ninguém.

### Jin-Soo Kwon
Jin-Soo Kwon foi interpretado por Daniel Dae Kim. É um sul-coreano filho de pescadores, que se casou com Sun-Hwa Kwon, filha de um poderoso industrial. Os dois estavam no voo 815 da Oceanic Airlines, que despencou na misteriosa ilha que serve de cenário para o seriado. Jin ficou por muito tempo sem saber que a sua esposa, Sun, sabia falar inglês.

### Bernard e Rose
Bernard (Sam Anderson) e Rose (L. Scott Caldwell) são um casal, que viajou para a Austrália atrás de um curandeiro por causa de um câncer terminal de Rose. Na ilha, a doença foi curada. Rose aparece desde a primeira temporada, mas Bernard só surge na segunda por estar na traseira do avião durante o acidente.

### Vincent
Vincent é o cão de Walt Lloyd, um labrador retriever "interpretado" pela cadela Madison. Aparece muito antes de eventos ruins acontecerem. Segundo o DVD da segunda temporada, Vincent partiria com Walt e Michael. A ideia, no entanto, foi abolida e foram embora apenas pai e filho. Vincent, portanto, ficou na ilha e reaparece no decorrer na terceira temporada. Viajou no tempo junto com outros sobreviventes na quinta temporada, e decidiu ficar junto a Rose e Bernard. Ele aparece no último episódio da série, e deita-se do lado de Jack enquanto este morre.
- Aparições: 44 episódios

### Aaron Littleton
O filho de Claire, nascido na ilha. Claire iria dá-lo para adoção em Los Angeles, após receber as passagens de um vidente. Foi resgatado junto com outros sobreviventes do voo 815, e criado por Kate como se fosse seu próprio filho na Califórnia. Quando Kate decide pegar o voo que voltaria a ilha, deixou Aaron com a avó Carole.
- Aparições: 47 episódios

### Cindy Chandler
Cindy Chandler, interpretada por Kimberley Joseph, era aeromoça do voo 815. Após o acidente, estava com os sobreviventes da cauda. É uma dos 5 restantes que encontraram Michael, Sawyer e Jin na segunda temporada (junto com Eko, Bernard, Ana-Lucia, e Libby), porque a maioria morreu ou foi pega pelos Outros. Enquanto transportavam Sawyer ferido para a outra parte da ilha, Cindy desaparece misteriosamente. Tempos depois ela reaparece, aparentemente integrada ao grupo dos Outros.Cindy é morta quando a equipe do cargueiro ataca a ilha.
- Aparições: "Pilot: Part 1", "Pilot: Part 2", "Tabula Rasa" (voz), "Adrift" (glimpsed), "Orientation" (sem diálogos), "Everybody Hates Hugo", "...And Found", "Abandoned", "The Other 48 Days", "Stranger in a Strange Land", "The Brig".

### Edward Mars
Edward Mars, interpretado por Fredric Lane, era um policial que perseguiu Kate Austen por muitos anos, a capturou na Austrália e a acompanhava até os EUA. Após a queda, recebe ferimentos graves e alerta que Kate é perigosa. Mas pouco antes de morrer, conversa com ela e faz as pazes. Como Mars sofria e gemia, Sawyer atirou em seu peito, mas não o matou. Jack então faz eutanásia em Mars. Na realidade alternativa, Kate nocauteia Mars antes de sequestrar um táxi para despistá-lo.
- Aparições: "Pilot: Part 1" (sem diálogos), "Pilot: Part 2", "Tabula Rasa", "Whatever the Case May Be" (como cadáver), "Exodus: Parte 1", "Exodus: Parte 2", "What Kate Did", "I Do", "Left Behind", "LA X", "What Kate Does".

### Leslie Arzt
Leslie Arzt, que pede para os sobreviventes chamá-lo de "doutor" (Arzt é alemão para doutor), é um professor interpretado por Daniel Roebuck. Na ilha, passou a estudar os insetos locais. Quando alguns sobreviventes planejavam sair da ilha com uma jangada, diz aos tripulantes que uma monção ira levá-los para a Antártida. Depois, vai junto com um grupo para o Black Rock dar assistência carregando dinamite, alertando que na temperatura alta a dinamite "sua" nitroglicerina instável. Enquanto explicava como manipular, a dinamite explode em suas mãos, matando-o. Na realidade alternativa, Arzt trabalha na mesma escola que Ben.
- "Aparições: "Born to Run", "Exodus: Parte 1", "Exodus: Parte 2", "Exposé", "LA X", "What Kate Does", "Dr. Linus".

### Zac e Emma
Zac e Emma são as duas crianças sobreviventes da cauda do avião, que estavam viajando com sua mãe de volta para Los Angeles. Imediatamente após o acidente do voo 815, Eko e Ana Lucia resgataram Emma da água. Ana Lucia se tornou uma figura maternal com Zac e Emma, mas eles foram sequestrados doze dias depois da queda do avião, pelos outros (The Other 48 Days).
- Aparições: "The Other 48 Days", "Stranger in a Strange Land", "The Brig".

## Habitantes da ilha

### "Os Outros"
Os sobreviventes do voo 815 descobriram que um grupo já habitava a ilha, batizado por Danielle Rousseau de "Os Outros". O grupo é liderados por Ben Linus, que diz seguir ordens do misterioso Jacob. Membros conhecidos incluem Ethan Rom, Goodwin, Tom, Mikhail Bakunin, Bea Klugh, e Richard Alpert. Alex, Juliet e Karl  faziam parte do grupo, mas se uniram aos sobreviventes. Durante a época da DHARMA Initiative, o grupo era conhecido como "Hostis".

### Alex Rousseau
Alexandra "Alex" Rousseau foi interpretada por Tania Raymonde. Nasceu em 1988, 16 anos antes da queda do voo 815 da Oceanic, mas foi sequestrada pelos outros. Criada por eles, acreditava que sua mãe estava morta. Ajudou os sobreviventes do voo 815 muitas vezes, e no final da 3ª temporada se integrou ao grupo, junto com Karl e sua mãe Danielle.

### Danielle Rousseau
Danielle Rousseau, interpretada por Mira Furlan e Melissa Farman, é uma cientista francesa que naufragou com uma expedição na ilha 16 anos antes do acidente do voo 815. Na ocasião ela estava grávida e teve sua filha (Alexandra) sequestrada pelos "Outros" pouco após o nascimento. Na 5ª temporada, mostra Ben sequestrando Alex, e Jin encontrando Danielle e alguns homens na ilha no dia em que ela chegou a ilha.

### Kelvin Joe Inman
Kelvin Joe Inman, interpretado por Clancy Brown, era agente da inteligência do Exército americano na Guerra do Golfo, e induziu Sayid a torturar um iraquiano em busca de informações. Mais tarde uniu-se a DHARMA Initiative, onde passava o tempo na Estação Cisne com seu parceiro Radzinski, que mais tarde se matou. Algum tempo depois, Desmond naufragou na ilha e fora trazido para dentro da estação por Inman, que instruiu-o a apertar o botão. Mais tarde Desmond descobre que Inman estava consertando seu barco planejando fugir, por estar cansado da sua vida na ilha. Furioso, Desmond lança-se sobre Inman e mata-o por acidente. Desmond depois sai correndo de volta para a estação, onde os computadores apontavam "falha do sistema" (o vazamento de eletromagnetismo que derrubou o voo 815) antes dele conseguir inserir o código.
- Aparições: "One of Them", "Live Together, Die Alone".

## Tripulantes do Cargueiro

### Naomi Dorrit
Naomi Dorrit, interpretada por Marsha Thomason, era supostamente uma paraquedista de Manchester, Inglaterra, que veio parar na ilha depois que seu helicóptero, ao sobrevoar as redondezas da ilha começou a dar pane, tendo ela que ejetar-se. Ela estaria a procura de Desmond a mando de Penny Widmore e possuía um telefone via satélite, que estava sendo bloqueado pelos sinais da Estação Espelho, e posteriormente pela mensagem de socorro de Rousseau. Após todos os bloqueios serem desligados, Naomi faz a ligação com o seu barco, que estaria a 8 milhas da costa, quando Locke a mata com uma facada nas costas. Logo, quando Charlie Pace consegue contato com Penny, descobre-se que Naomi não foi mandada por ela, e nem ao menos a conhece. Pouco antes de morrer, no último episódio da 3ª temporada, Charlie passa a mensagem a Desmond: Is Not Penny Boat (Não é o barco da Penny).
- Aparições: "Catch-22", "D.O.C.", "The Brig", "The Man Behind the Curtain", "Greatest Hits", "Through the Looking Glass", "The Beginning of the End", "Confirmed Dead", "The Economist" (sem diálogos), "Meet Kevin Johnson".

### Capitão Gault
Capitão Gault, interpretado por Grant Bowler,  é o comandante do cargueiro Kahana que estava afastado da costa da Ilha. Foi morto por Keamy enquanto este fugia para atacar a ilha.
- Aparições "Ji Yeon", "Meet Kevin Johnson", "Something Nice Back Home", "Cabin Fever"

### Martin Keamy
Martin Christopher Keamy, interpretado por Kevin Durand, é um mercenário e o líder da equipe militar que viajou para a Ilha a bordo do cargueiro Kahana. Atacou e matou Karl e Danielle Rousseau, e no ataque à vila dos Outros, matou Alex. Isso levou Ben a matá-lo quando Keamy o encontrou na Estação Orquídea (levando a detonar uma bomba no cargueiro cujo detonador seguia os batimentos cardíacos de Keamy).
Na realidade alternativa, Keamy trabalha com atividades criminosas. Tentou extorquir Omar, irmão de Sayid, e foi contratado pelo Sr. Paik para matar Jin, que estava tendo um caso com sua filha Sun. É morto por Sayid após levar um tiro no peito quando este ia negociar a dívida do irmão com Keamy.
- Aparições "The Constant", "Meet Kevin Johnson", "The Shape of Things to Come", "Cabin Fever", "There's No Place Like Home: Parte 1", "There's No Place Like Home: Parte 2 e 3", "Sundown", "The Package".

## DHARMA

### Pierre Chang
Dr. Pierre Chang (François Chau), foi um astrofísico da DHARMA Initiative. Também era conhecido pelas alcunhas Marvin Candle, Mark Wickmund, e Edgar Halliwax, usadas nos vídeos de orientação para as estações da DHARMA na ilha. É o pai de Miles Straume, e deixou o filho e a esposa no dia do incidente na construção da Estação Cisne que custou-lhe uma mão (o próprio Miles crescido vindo do futuro ajudou-o a se libertar). Na realidade alternativa é o curador do museu onde Charlotte Lewis trabalha.
- Aparições : 19 episódios

### Horace Goodspeed
Horace Goodspeed (Doug Hutchinson) foi um matemático da Iniciativa DHARMA, e líder da DHARMA na década de 1970, negociando com os outros para ambos os grupos viverem em paz. Ajudou o pai de Ben a conseguir um emprego na ilha, e é o pai de Ethan. Foi morto na Purgação.
- Aparições : "The Man Behind the Curtain", "Cabin Fever", "LaFleur", "Namaste", "He's Our You", "Whatever Happened, Happened", "Some Like it Hoth", "Follow the Leader".

### Stuart Radzinsky
Radzinsky (Eric Lange) é o mal-humorado e controlador líder de pesquisa da DHARMA. Nos anos 70, foi responsável pela construção da Estação Cisne. Mais tarde viveu anos com Kelvin Inman apertando um botão no Cisne, e morreu atirando na própria boca.
- Aparições : "Namaste", "He's Our You", "Whatever Happened, Happened", "Some Like it Hoth", "The Variable",  "Follow the Leader", "The Incident"

### Gerald e Karen DeGroot
Gerald (Michael Gilday) e Karen DeGroot (Courtney Lavigne) são dois cientistas da universidade de Michigan e seguidores de B. F. Skinner. Em 1970, financiados pela Hanso Fundation, formaram a DHARMA Initiative, que era vista como um grande conjunto de cientistas ao redor do mundo estudando meteorologia, zoologia, eletromagnetismo, parapsicologia e psicologia (a menção do estudo final é parcialmente revelada  "utopia social...").
- Aparições: "Orientation", "What Kate Did", "?".

### Alvar Hanso
É o criador dinamarquês da Hanso Foundation, ex-financiador de armas para a OTAN. No filme da estação Cisne ("Orientation"), ele aparece apenas numa foto, reaproveitada no site da Hanso Foundation e nos comerciais de TV. Porém, o narrador do vídeo do Sri Lanka da Lost Experience (interpretado por Ian Patrick Williams) diz ser Alvar Hanso.

### Roger Linus
Roger Linus (Jon Gries) foi um operário da Iniciativa DHARMA, que ele conheceu durante o parto do seu filho Ben, que acabou matando a mãe do menino, Emily. Oito anos depois embarcava na ilha com Ben. O relacionamento dos dois era problemático, e o próprio Ben matou o pai durante a Purgação com gás tóxico. Anos depois seu cadáver foi encontrado dentro de uma Kombi Dharma por Hurley. Durante o incidente em que os sobreviventes do voo 815 foram parar em 1977, Roger atirou em Sayid por ter baleado seu filho - o que depois levaria à morte do iraquiano. Na realidade alternativa Roger ainda está vivo e aos cuidados de Ben em 2004.
- Aparições : "Tricia Tanaka Is Dead" (cadáver), "The Man Behind the Curtain", "Namaste", "He's Our You", "Whatever Happened, Happened", "Some Like it Hoth", "Follow the Leader", "The Incident", "Dr. Linus".

## Passageiros do Voo Ajira 316

### Bram
Bram (Brad William Henke) é um personagem misterioso, que aparentemente se opõe a Charles Widmore. Tentou persuadir Miles a não ir para a ilha, e ao chegar nela com o Voo 316 passou a acompanhar Ilana em seu grupo. Após ver o corpo de Locke, foi para dentro da estátua onde Jacob morava junto com seus homens e acabou morto pelo Homem de Preto quando este tomou a forma do monstro de fumaça.
- Aparições: "Namaste", "Dead Is Dead", "Some Like It Hoth", "The Incident, Partes 1 e 2", "LA X, Parte 1"

## Personagens fora da ilha

### Christian Shephard
Christian Shephard, interpretado por John Terry, é o pai de Jack e Claire. Morto na Austrália de um ataque cardíaco, seu corpo estava no voo 815 para ser enterrado em Los Angeles. Muitos personagens veem-no na ilha, o que depois é revelado como sendo o Homem de Preto disfarçado.

### Anthony Cooper
Anthony Cooper, interpretado por Kevin Tighe, é o pai de John Locke (e assim como ele, batizado em nome de um filósofo). Ele é um aventureiro, fã de caça, pesca e mergulho. Após engravidar Emily Locke, ele disse que não ia ter o filho com ela, e Emily põe o filho para a adoção.
Golpista e falsário nato, aplicou muitos golpes durante a sua juventude, especialmente entre mulheres casadas. Uma delas foi Mary, mãe de James Ford. O que Cooper não soube na época é que depois de roubar boa parte do dinheiro da família Ford, usando o nome "Tom Sawyer", ele provocou a morte de Mary, assassinada pelo marido, que depois cometeu suicídio.
Anthony vem a procurar John Locke, seu filho com Emily, quando seus rins começam a falhar, e ele precisa de um transplante. Após conhecê-lo e criar intimidade, John resolve doar seu rim. Porém após a cirurgia, John vê que Anthony foi-se; ao tentar visitá-lo, tem seu acesso negado, e percebe que John fora apenas usado por um rim.
John continua a estacionar do lado de fora da casa de Cooper, mesmo quando ele se muda. Anthony eventualmente vem a falar com o filho (pela primeira vez após a cirurgia), e diz que John não é o único a ter sido enganado, pede para ele superar e que não volte mais porque ele não é bem-vindo.
Mais tarde, Cooper engana dois homens por $700,000. Com medo que eles o assassinem, Cooper finge sua morte e pede para o filho buscar o dinheiro num banco, prometendo dá-lo $200,000. Quando John entrega o dinheiro, ele rejeita, dizendo que não fizera pelo dinheiro, e conta que quer propor casamento á namorada Helen. Helen então surge, batendo em Cooper por não deixar John em paz e abandona John, rejeitando sua proposta.
Anthony Cooper reaparece na vida de seu filho quando este descobre mais um golpe que iria aplicar. Aparentemente Cooper se deixa convencer por Locke a desistir do casamento com uma rica senhora idosa. Mais tarde John reaparece buscando satisfações sobre a morte do filho desta senhora, que o teria alertado sobre o fato. Anthony afirma que é um golpista, não um assassino, e que o casamento está definitivamente cancelado, permitindo inclusive que Locke ligue para a mulher a fim de verificar se é verdade. No entanto, no momento em que John se dirige ao telefone, Anthony o empurra para fora da janela, de uma altura de 8 andares. A queda tornou seu filho paraplégico.
Surpreendentemente Anthony deixa de ser um personagem apenas de flashbacks ao ser apresentado por Ben ao seu filho Locke, amarrado dentro de uma sala na vila em que os Outros vivem. Sequestrado após um acidente de carro, Cooper se torna dentro da ilha a prova final para que Locke seja aceito pelo grupo liderado por Ben, basta que o filho mate o pai. No entanto Locke fraqueja e ambos são deixados para trás.
Anthony então é levado por seu filho ao navio Black Rock. Lá é confrontado com Sawyer, que ali descobre que Cooper é o "Saywer" que procurou por grande parte de sua vida: o homem que fez seu pai matar sua mãe e por fim cometer suicídio. Obrigado a ler até o fim a carta que James Ford escreveu para "Sawyer", Cooper a rasga, atiçando a raiva de Sawyer, que estrangula Cooper com correntes matando-o.
Na realidade paralela, Cooper ficou em um estado vegetativo após um acidente de avião que paralisou Locke.
- Aparições: "Deus Ex Machina", "Orientation", "Lockdown", "The Man form Tallahassee", "The Brig", "The Candidate".

### Sarah Shephard
Sarah Shephard, interpretada por Julie Bowen, era a esposa de Jack. 8 meses antes de seu casamento, ela se envolveu num acidente de trânsito com um SUV dirigido por Adam Rutherford (pai de Shannon e padrasto de Boone). Levada ao St. Sebastian, é tratada por Jack. Sarah quebrou a coluna, e Jack diz que ela nunca poderá andar novamente. Sarah convida Jack para seu casamento, mas seu noivo a abandona ao descobrir a paralisia. Jack promete então "consertá-la". Sabendo que recuperação era improvável, após a cirurgia o médico vai para um estádio, onde conhece Desmond, que diz a ele para acreditar em milagres. Ao voltar pro hospital, Sarah consegue mexer os pés novamente. Os dois se apaixonam e casam-se, mas após um tempo Sarah deixa Jack, dizendo que estava vendo outra pessoa devido á frequente ausência de Jack.  Mesmo após o divórcio, ela ainda vê Jack em momentos. Algum tempo após o retorno dos sobreviventes do voo, Sarah aparece grávida para Jack.
- Aparições: "Do No Harm", "Man of Science, Man of Faith", "The Hunting Party",  "A Tale of Two Cities", "Through the Looking Glass".

### Charles Widmore
Charles Widmore, interpretado por Alan Dale (Tom Connolly o interpreta na juventude e David S. Lee, aos 40 anos) é um dos membros poderosos da Família Widmore e pai de Penélope. Tem um grande interesse pela misteriosa ilha onde o voo 815 caiu, e uma rivalidade com Ben Linus. Por esse motivo mandou um cargueiro com a intenção de explorá-la.
Charles Widmore desaprovava o relacionamento de Desmond com Penny e, enquanto Desmond estava cumprindo pena em uma prisão militar, Charles inteceptou as cartas que Desmond escreveu para Penelope.
Na quinta temporada, é revelado que Widmore foi parte dos Outros, tendo inclusive um filho com a companheira Eloise Hawking, Daniel Faraday. Ben o baniu da ilha, e por isso Widmore busca reencontrá-la.
Na sexta temporada, Widmore sequestra Desmond e volta para a ilha em um submarino com um grupo de mercenários, com o objetivo de impedir a fuga do Homem de Preto. Widmore é morto por Ben após informar ao Homem de Preto que Desmond era um último recurso caso todos os recrutas de Jacob fossem mortos.
Na realidade alternativa, é patrão de Desmond, trazendo-o para Los Angeles para garantir que Charlie tocasse em um concerto com seu filho Daniel.
- Aparições: "Live Together, Die Alone", "Flashes Before Your Eyes, "The Constant", "The Other Woman", "The Shape of Things to Come", "There's No Place Like Home: Parte 2 e 3", "Because You Left", "The Lie" , "Jughead", "The Life and Death of Jeremy Bentham", "Dead Is Dead", "The Variable", "Follow the Leader", "Dr. Linus", "The Package", "Recon", "Happily Ever After",  "The Last Recruit", "The Candidate", "What They Died For".

### Jae Lee
Jae Lee, interpretado por Tony Lee, era o filho de um dono de hotel em Seul. Ele estudou Literatura Russa Medieval em Harvard e apaixonou-se por uma mulher americana. Conheceu Sun num encontro arranjado, e disse que não possuía interesse por causa de seu amor anterior.
Depois, ensinou inglês a Sun a pedido dela, e acabou tendo um caso com ela. No episódio "The Glass Ballerina", o pai de Sun descobre o caso, e pede para Jin ir matá-lo, mas este apenas espanca Jae e pede para deixar o país. Mais tarde Jae se joga da sacada do seu quarto e cai em cima do carro de Jin. Fica no ar a suspeita do envolvimento de Sun em sua morte, uma vez que o colar com o qual a havia presenteado estava em suas mãos. A suspeita é corroborada pelo fato de Sun chegar em casa bem depois de Jin neste mesmo episódio.
- Aparições: "...And Found", "The Whole Truth", "The Glass Ballerina".

### Yemi
Yemi, interpretado por Adetokumboh M'Cormack, era o irmão de Mr. Eko. Quando eram jovens, a vila dos dois fora invadida por traficantes, e pediram a Yemi atirar um velho, porém Eko salvou o irmão de fazê-lo e matou-o. Os homens levaram Eko por seu potencial. Yemi virou um padre, ajudando a comunidade local. Um dia Eko vem visitá-lo, pedindo para usar os aviões missionários para tirar uma quantidade de heroína do país. Yemi recusa, mas depois assina papéis tornando Eko e seus parceiros missionários após Eko ameaçar queimar a igreja. Yemi é morto pelo exército tentando impedir Eko de decolar.
Mais tarde, Eko e Locke tem visões com Yemi que os levam á estação Pérola. Após a implosão da estação Cisne, Eko revê Yemi e após fazer-lhe uma confissão, Yemi responde "você fala comigo como se eu fosse seu irmão". Enquanto Yemi entra na selva, Eko pergunta "quem é você?" e ao entrar na floresta encontra o monstro de fumaça, que o espanca e mata. Mais tarde o Homem de Preto revela ser capaz de copiar mortos, implicando ser responsável pelas aparições de Yemi.
- Aparições: "The 23rd Psalm", "?", "The Cost of Living".

### Cassidy Phillips
Cassidy Phillips (Kim Dickens) foi uma mulher em que Sawyer tentou dar um golpe, mas acabou se apaixonando - ainda assim, após ser chantageado por seu contratante acabou por tomar todo o dinheiro de Cassidy. Cassidy tentou usar os golpes ensinados por Sawyer para sobreviver, sendo encontrada por Kate em Iowa. Cassidy então delatou Sawyer á polícia, e este acabou preso. Ao visitá-lo na cadeia, Cassidy mostrou-lhe Clementine, que seria filha dos dois. Sawyer rejeitou a ideia de ser pai, mas pediu para criar uma conta em nome de Clementine com um dinheiro ganho por um serviço na prisão. Após ser resgatada da ilha, Kate reencontra Cassidy criando a filha na Califórnia, e entrega a ela dinheiro de Sawyer informando-o que ele ficou para trás.
- Aparições: "The Long Con", "Every Man for Himself", "Left Behind","Whatever Happened, Happened"

### Nadia
Noor "Nadia" Abed Jazeem (Andrea Gabriel) foi uma mulher que Sayid conheceu em sua infância. Já adultos, ela se uniu a um grupo contra Saddam Hussein, foi capturada e levada até a Guarda Republicana, com Sayid designado para interrogá-la. Os dois se aproximam, e quando é ordenada a execução de Nadia, Sayid a deixa fugir. Depois de sair do Iraque, Nadia é salva por Charlie de bandidos na Inglaterra, e se hospeda na Califórnia (Sayid pegou o voo 815 para encontrá-la), comprando uma casa inspecionada por John Locke.
Após Sayid ser resgatado, Nadia o encontra na recepção aos Seis da Oceanic. Os dois se casam, para em Outubro de 2005 ela ser atropelada e morta. Sayid a leva para o Iraque para ser enterrada, e lá Ben diz que o responsável pela morte de Nadia trabalhava para Charles Widmore - e após Sayid matá-lo, passa a assassinar outros empregados.
Na realidade alternativa, Nadia é casada com Omer, irmão de Sayid, com qual tem dois filhos.
- Aparições: "Solitary", "Lockdown", "Greatest Hits", "There's No Place Like Home: Parte 1", "The Incident, Part 1", "Sundown", "The Last Recruit"

### Matthew Abaddon
Matthew Abaddon (Lance Reddick) é o misterioso homem a serviço de Charles Widmore, que recrutou a equipe de busca liderada por Naomi e que aparentemente tinha por objetivo encontrar Benjamin Linus. No futuro procura Hurley no sanatório e, dizendo ser empregado da Oceanic Airlines, tenta descobrir se os sobreviventes que ficaram na ilha ainda estão vivos. No passado, inspirou John Locke a passear na Austrália.
Após John Locke sair da ilha, Abaddon o guia até seus companheiros do voo 815. Ao levar Locke ao túmulo de sua ex-namorada Helen, é baleado e morto por Ben.
- Aparições: "The Beginning of the End", "Confirmed Dead", "Cabin Fever", "The Life and Death of Jeremy Bentham".

### Outros personagens recorrentes
| Personagem                | Intérprete                              | Conexões                                                                       | Episódios |
| ------------------------- | --------------------------------------- | ------------------------------------------------------------------------------ | --- |
| Sargento-Major Sam Austen | Lindsey Ginter                          | Capturou Sayid, Pai de Kate                                                    | "What Kate Did", "One of Them" |
| Randy Burgess             | Billy Ray Gallion                       | Locke (supervisor), Hurley (supervisor)                                        | "Walkabout", "Everybody Hates Hugo", "Tricia Tanaka is Dead", "The Beginning of the End"                                             |
| Chrissy                   | Meilinda Soerjoko                       | Agente de passagens                                                            | "White Rabbit", "House of the Rising Sun", "Two for the Road"                                                                        |
| Captain Teresa Cortez     | Rachel Ticotin                          | Ana Lucia (mãe)                                                                | "Collision", "Two for the Road" |
| JD                        | John Dixon                              | Atendente de voo                                                               | "Pilot: Part 1", "Pilot: Part 2", "Exodus: Part 2"                                                                                   |
| Diane Jansen              | Beth Broderick                          | Kate (mãe), Sawyer (garçonete)                                                 | "Born to Run", "What Kate Did", "The Long Con", "Left Behind", "Eggtown"                                                             |
| Helen                     | Katey Sagal                             | Locke (namorada)                                                               | "Orientation", "Lockdown" |
| Susan Lloyd               | Tamara Taylor                           | Michael (namorada), Walt (mãe)                                                 | "Special", "Adrift" |
| Richard Malkin            | Nick Jameson                            | Claire (vidente), Eko (o conhece)                                              | "Raised by Another", "?" |
| Mary Jo                   | Brittany Perrineau                      | Sawyer (namorada), Hurley (sorteadora de loteria)                              | "Numbers", "Outlaws", "Everybody Hates Hugo"                                                                                         |
| Michelle                  | Michelle Arthur                         | Aeromoça                                                                       | "Pilot: Part 1", "Pilot: Part 2", "Exodus: Part 2"                                                                                   |
| Nurse                     | Julie Ow                                | Locke (enfermeira), Jack (companheira de trabalho)                             | "Deus Ex Machina", "A Tale of Two Cities"                                                                                            |
| Liam Pace                 | Neil Hopkins (velho), Zack Shada (novo) | Charlie (irmão mais velho)                                                     | "The Moth", "Fire + Water", "Greatest Hits"                                                                                          |
| Mr. Paik                  | Byron Chung                             | Sun (pai), Jin (patrão/sogro)                                                  | "...In Translation", "The Glass Ballerina", "D.O.C.", "There's No Place Like Home: Parte 1"                                          |
| Carmen Reyes              | Lillian Hurst                           | Hurley (mãe)                                                                   | "Numbers", "Everybody Hates Hugo", "Tricia Tanaka is Dead", "There's No Place Like Home: Parte 1", "The Lie", "Everybody Loves Hugo" |
| David Reyes               | Cheech Marin                            | Hurley (pai)                                                                   | "Tricia Tanaka is Dead", "There's No Place Like Home: Parte 1", "The Lie"                                                            |
| Carole Littleton          | Susan Duerden                           | Claire (mãe), Aaron (avó)                                                      | "Par Avion", "There's No Place Like Home: Parte 1", "The Little Prince", "Whatever Happened, Happened"                               |
| Adam Rutherford           | Não-creditado                           | Shannon (pai), Boone (padrasto), Jack (paciente; vítima do acidente da esposa) | "Man of Science, Man of Faith", "Abandoned"                                                                                          |
| Marc Silverman            | Zack Ward (mais velho)                  | Jack (amigo)                                                                   | "White Rabbit", "Do No Harm" |
| Leonard Simms             | Ron Bottitta                            | Hurley (amigo)                                                                 | "Numbers", "Dave" |
| Mike Walton               | Michael Cudlitz                         | Ana Lucia (parceiro), Hurley (o interroga)                                     | "Collision", "The Beginning of the End"                                                                                              |